# Museu Alemão da Mineração
O Museu Alemão de Mineração (em alemão: Deutsches Bergbau-Museum Bochum) existe desde 1960 na cidade de Bochum e é com cerca de 400.000 visitas anuais um dos museus mais visitados da Alemanha. É mundialmente o museu mais importante do seu género e ao mesmo tempo uma prestigiosa instituição de investigação da história da mineração.
Exposições na superfície e uma mina exemplar no subsolo dão às visitas uma impressão viva do mundo da mineração de tempos passados e atuais. Além disso, quem sobe a torre de extração tem uma visita maravilhosa da cidade de Bochum e toda a região do Vale do Ruhr.
O edifício do museu foi construído em 1930, a partir de planos de Fritz Schupp e Heinrich Holzapfel. A torre foi acrescentada nos anos 70 do século XX. Trata-se de um original, que foi tirado de uma mina fechada da cidade de Dortmund.